# رايموند دوفال
رايموند دوفال (بالفرنسية: Raymond Duval)‏ هو عسكري فرنسي، ولد في 19 سبتمبر 1894 في موبيج في فرنسا، وتوفي في 22 أغسطس 1955 في قصبة تادلة في المغرب.